# Callia pulchra
Callia pulchra är en skalbaggsart som beskrevs av Julius Melzer 1930. Callia pulchra ingår i släktet Callia och familjen långhorningar.
Artens utbredningsområde är:
- Paraguay.
- Uruguay.

Inga underarter finns listade.